# San Felipe de Jesús
San Felipe de Jesús é um município do estado de Sonora, no México.